# Campionati europei di atletica leggera 2022 - Staffetta 4×100 metri femminile
La specialità della staffetta 4×100 metri femminile dei campionati europei di atletica leggera 2022 si è svolta tra il 19 e il 21 agosto all'Olympiastadion di Monaco di Baviera, in Germania.

## Podio
| Pos.    | Nazione  | Atlete                                                                    | Tempo | Note             |
| ------- | -------- | ------------------------------------------------------------------------- | ----- | ---------------- |
| Oro     | Germania | Alexandra Burghardt, Lisa Mayer, Gina Lückenkemper, Rebekka Haase         | 42"34 |                  |
| Argento | Polonia  | Pia Skrzyszowska, Anna Kiełbasińska, Marika Popowicz-Drapała, Ewa Swoboda | 42"61 | Record nazionale |
| Bronzo  | Italia   | Zaynab Dosso, Dalia Kaddari, Anna Bongiorni, Alessia Pavese               | 42"84 |                  |

## Situazione pre-gara

### Record
Prima di questa competizione, il record del mondo (RM), il record europeo (EU) e il record dei campionati (RC) erano i seguenti.
| Record                | Tempo | Nazione                                                                                  | Data                                  | Competizione   |
| --------------------- | ----- | ---------------------------------------------------------------------------------------- | ------------------------------------- | -------------- |
| Record mondiale       | 40"82 | Stati Uniti (Tianna Madison, Allyson Felix, Bianca Knight, Carmelita Jeter)              | 10 agosto 2012 Londra, Regno Unito    | Olimpiadi 2012 |
| Record europeo        | 41"37 | Germania Est (Silke Möller, Sabine Rieger-Günther, Ingrid Auerswald-Lange, Marlies Göhr) | 6 ottobre 1985 Canberra, Australia    |                |
| Record dei campionati | 41"68 | Germania Est (Silke Möller, Katrin Krabbe, Kerstin Behrendt, Sabine Günther)             | 1º settembre 1990 Spalato, Jugoslavia | Europei 1990   |

### Squadra campione in carica
La squadra delle campionesse europee in carica è:
| Campione | Nazione                                                                         | Tempo | Data                             | Competizione |
| -------- | ------------------------------------------------------------------------------- | ----- | -------------------------------- | ------------ |
| Europeo  | Gran Bretagna (Asha Philip, Imani Lansiquot, Bianca Williams, Dina Asher-Smith) | 41"88 | 12 agosto 2018 Berlino, Germania | Europei 2018 |

### La stagione
Prima di questa gara, le squadre europee con le migliori tre prestazioni dell'anno erano:
| Pos. | Nazione                                                                         | Tempo | Data                                         |
| ---- | ------------------------------------------------------------------------------- | ----- | -------------------------------------------- |
| 1    | Gran Bretagna (Asha Philip, Imani Lansiquot, Ashleigh Nelson, Daryll Neita)     | 41"99 | 22 luglio 2022 Eugene, Stati Uniti d'America |
| 2    | Germania (Tatjana Pinto, Alexandra Burghardt, Gina Lückenkemper, Rebekka Haase) | 42"03 | 23 luglio 2022 Eugene, Stati Uniti d'America |
| 3    | Svizzera (Géraldine Frey, Mujinga Kambundji, Salomé Kora, Ajla Del Ponte)       | 42"13 | 30 giugno 2022 Stoccolma, Svezia             |

## Risultati

### Batterie
Le batterie si sono corse a partire dalle 10:25 del 19 agosto. Le prime 3 Nazioni di ogni batteria (Q) e i 2 migliori tempi tra le escluse (q) si qualificano alla finale

#### Batteria 1
| Posizione | Corsia | Nazione       | Atlete | Tempo | Note   |
| --------- | ------ | ------------- | --- | ----- | ------ |
| 1         | 6      | Gran Bretagna | Asha Philip, Imani Lansiquot, Bianca Williams, Ashleigh Nelson                                                | 42"83 | Q      |
| 2         | 4      | Spagna        | Sonia Molina-Prados, Jaël Bestué, Paula Sevilla, Maria Isabel Pérez                                           | 42"95 | Q      |
| 3         | 2      | Italia        | Zaynab Dosso, Gloria Hooper, Anna Bongiorni, Alessia Pavese                                                   | 43"28 | Q      |
| 4         | 7      | Belgio        | Elise Mehuys, Delphine Nkansa, Rani Vincke, Rani Rosius                                                       | 43"58 | q,     |
| 5         | 8      | Svezia        | Julia Henriksson, Daniella Busk, Filippa Sivnert, Elvira Tanderud                                             | 44"10 |        |
| 6         | 5      | Danimarca     | Mette Graversgaard, Mathilde U. Kramer, Emma Beiter Bomme, Astrid Glenner-Frandsen                            | 44"20 |        |
| 7         | 1      | Grecia        | Styliani-Alexandra Michailidou, Elisavet Pesiridou, Artemis Melina Anastasiou, Rafailía Spanoudaki-Chatziriga | 44"58 |        |
| -         | 3      | Austria       | Viktoria Willhuber, Susanne Walli, Magdalena Lindner, Lena Pressler                                           | dq    | TR24.7 |

#### Batteria 2
| Posizione | Corsia | Nazione     | Atlete                                                                      | Tempo | Note                                     |
| --------- | ------ | ----------- | --------------------------------------------------------------------------- | ----- | ---------------------------------------- |
| 1         | 8      | Francia     | Floriane Gnafoua, Gémima Joseph, Hélène Parisot, Mallory Leconte            | 43"24 | Q,                                       |
| 2         | 4      | Germania    | Alexandra Burghardt, Lisa Mayer, Jessica-Bianca Wessolly, Rebekka Haase     | 43"33 | Q                                        |
| 3         | 7      | Polonia     | Magdalena Stefanowicz, Martyn Kotwiła, Marika Popowicz-Drapała, Ewa Swoboda | 43"49 | Q                                        |
| 4         | 2      | Paesi Bassi | N'Ketia Seedo, Zoë Sedney, Minke Bisschops, Naomi Sedney                    | 43"75 | q                                        |
| 5         | 1      | Svizzera    | Géraldine Frey, Ajla Del Ponte, Salomé Kora, Melissa Gutschmidt             | 43"93 |                                          |
| 6         | 6      | Ungheria    | Anna Luca Kocsis, Jusztina Csóti, Boglárka Takács, Anna Tóth                | 44"19 | Miglior prestazione personale stagionale |
| 7         | 3      | Finlandia   | Johanna Kylmänen, Aino Pulkkinen, Anniina Kortetmaa, Anna Pursiainen        | 44"73 |                                          |
| -         | 5      | Rep. Ceca   | Eva Kubíčková, Tereza Lamačová, Natálie Kožuškaničová, Johana Kaiserová     | dnf   |                                          |

### Finale
La finale si è svolta alle ore 21:22 del 21 agosto.
| Posizione | Corsia | Nazione       | Atlete                                                                    | Tempo | Note             |
| --------- | ------ | ------------- | ------------------------------------------------------------------------- | ----- | ---------------- |
| Oro       | 3      | Germania      | Alexandra Burghardt, Lisa Mayer, Gina Lückenkemper, Rebekka Haase         | 42"34 |                  |
| Argento   | 8      | Polonia       | Pia Skrzyszowska, Anna Kiełbasińska, Marika Popowicz-Drapała, Ewa Swoboda | 42"61 | Record nazionale |
| Bronzo    | 7      | Italia        | Zaynab Dosso, Dalia Kaddari, Anna Bongiorni, Alessia Pavese               | 42"84 |                  |
| 4         | 6      | Spagna        | Sonia Molina-Prados, Jaël Bestué, Paula Sevilla, Maria Isabel Pérez       | 43"03 | (.022)           |
| 5         | 1      | Paesi Bassi   | N'Ketia Seedo, Zoë Sedney, Jamile Samuel, Naomi Sedney                    | 43"03 | (.028),          |
| 6         | 2      | Belgio        | Elise Mehuys, Delphine Nkansa, Rani Vincke, Rani Rosius                   | 43"98 |                  |
| 7         | 5      | Francia       | Floriane Gnafoua, Gémima Joseph, Hélène Parisot, Mallory Leconte          | dnf   |                  |
| -         | 4      | Gran Bretagna | Asha Philip, Imani Lansiquot, Ashleigh Nelson, Dina Asher-Smith           | dnf   |                  |